# Адинольфи, Эдгардо
Эдгардо Адинольфи (исп. Edgardo Adinolfi; род. 27 марта 1974 или 27 апреля 1974, Монтевидео) — уругвайский футболист, который выступал на позиции полузащитника.

## Клубная карьера
Профессиональную карьеру начал в 1992 году в столичном клубе «Ривер Плейт». Сезон 1995/96 провёл в хайфском «Маккаби», в котором выиграл национальный чемпионат. В 1996 году вернулся в Уругвай, где подписал контракт с «Пеньяролем». Через три года стал игроком «Химнасии» из Ла-Платы. 2001 год провёл в составе «Дефенсор Спортинга», где принял участие в 14 матчах и забил один гол. В том же году перешёл в «Феникс». В следующем году стал игроком аргентинского «Ньюэллс Олд Бойза». Также играл за испанскую «Понтеведру», аргентинский «Тиро Федераль» и кипрский «Олимпиакос». В последнем в 2007 году завершил профессиональную карьеру футболиста.

## Международная карьера
Дебютировал за национальную сборную Уругвая 19 октября 1994 года в товарищеском матче против Перу (0:1). Адинольфи помог «чарруа» выиграть Кубок Америки в 1995 году, где в полуфинальном матче забил гол в ворота Колумбии. За три года международной карьеры он сыграл в 18 матчах и забил один гол.

## Достижения

### Клубные

#### «Маккаби» (Хайфа)
- Обладатель Кубка Израиля: 1994/95

#### «Пеньяроль»
- Чемпион Уругвая: 1996, 1997

### Сборная
- Обладатель Кубка Америки 1995 года